# Jekatierina Ajdowa
Jekatierina Walerjewna Ajdowa (ros. Екатерина Валерьевна Айдова; ur. 30 lipca 1991 w Karagandzie) – kazachska łyżwiarka szybka, czterokrotna olimpijka w latach 2010-2022, mistrzyni świata juniorek.

## Życie prywatne
Studiowała wychowanie fizyczne oraz prawo. Mieszka w Karagandzie.

## Kariera
W 2010 zadebiutowała na Zimowych Igrzyskach Olimpijskich w Vancouver. Wystąpiła również na kolejnych igrzyskach w Soczi 2014, w Pjongczangu 2018 i w Pekinie 2022, na trzech pierwszych igrzyskach będąc jedyną kobietą wśród reprezentujących Kazachstan łyżwiarzy szybkich.
Jej największym sukcesem na turnieju juniorskim było złoto na 500 m na Mistrzostwach Świata Juniorów 2010 w Moskwie. Natomiast na turnieju seniorskim było to 4. miejsce na Mistrzostwach Świata w Wieloboju Sprinterskim 2015 w Astanie.
Jest rekordzistką Kazachstanu seniorek i juniorek na dystansach 500 m, 1000 m i 1500 m.
Jako juniorka uprawiała również short track.

## Wyniki

### Igrzyska olimpijskie
- Vancouver 2010
  - 500 m – 18. miejsce
  - 1000 m – 16. miejsce
  - 1500 m – 29. miejsce
- Soczi 2014
  - 500 m – 22. miejsce
  - 1000 m – 19. miejsce
  - 1500 m – 28. miejsce
- Pjongczang 2018
  - 500 m – 21. miejsce
  - 1000 m – 24. miejsce
  - 1500 m – 18. miejsce
- Pekin 2022
  - 500 m – 20. miejsce
  - 1000 m – 19. miejsce
  - 1500 m – 18. miejsce

### Mistrzostwa świata na dystansach
- Inzell 2011
  - 500 m - 15. miejsce
  - 1000 m - 8. miejsce
- Heerenveen 2012
  - 500 m - 14. miejsce
  - 1000 m - 10. miejsce
- Soczi 2013
  - 500 m - 6. miejsce
  - 1000 m - 9. miejsce
- Heerenveen 2015
  - 500 m - 8. miejsce
  - 1000 m - 12. miejsce
- Kołomna 2016
  - 500 m - 19. miejsce
  - 1000 m - 18. miejsce
- Gangneung 2018
  - 500 m - 23. miejsce
  - 1000 m - 16. miejsce
- Inzell 2019
  - 500 m - 9. miejsce
  - 1000 m - 24. miejsce
  - 1500 m - 18. miejsce
- Heerenveen 2021
  - 500 m - 11. miejsce
  - 1000 m - 10. miejsce
  - 1500 m - 8. miejsce

### Mistrzostwa świata w wieloboju sprinterskim
- Heerenveen 2011
  - sprint - 12. miejsce
- Calgary 2012
  - sprint - 16. miejsce
- Salt Lake City 2013
  - sprint - 16. miejsce
- Nagano 2014
  - sprint - 8. miejsce
- Astana 2015
  - sprint - 4. miejsce
- Seul 2016
  - sprint - 10. miejsce
- Calgary 2017
  - sprint - 11. miejsce
- Heerenveen 2019
  - sprint - 5. miejsce